# Ceratostema bracteolatum
Ceratostema bracteolatum är en ljungväxtart som beskrevs av J. L. Luteyn. Ceratostema bracteolatum ingår i släktet Ceratostema och familjen ljungväxter. Inga underarter finns listade i Catalogue of Life.